# Solpuga bechuanica
Espèce
Solpuga bechuanica est une espèce de solifuges de la famille des Solpugidae.

## Distribution
Cette espèce se rencontre au Botswana et en Namibie.

## Description
Le mâle holotype mesure 23 mm.
Le mâle décrit par Roewer en 1934 mesure 23 mm et les femelles de 25 à 28 mm.

## Étymologie
Son nom d'espèce lui a été donné en référence au lieu de sa découverte, le protectorat du Bechuanaland.

## Publication originale
- Hewitt, 1914 : Records of species of Solifugae in the collection of the Transvaal Museum and descriptions of several new species of the family Solpugidae. Annals of the Transvaal Museum, vol. 4, p. 160-167 (texte intégral).